# Gaspar de Lemos

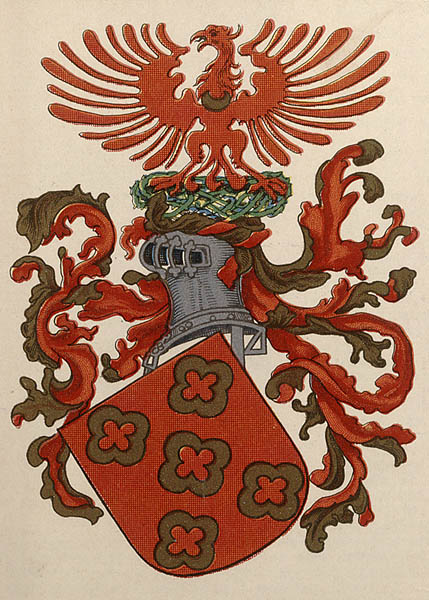
Wappen von Gaspar de Lemos

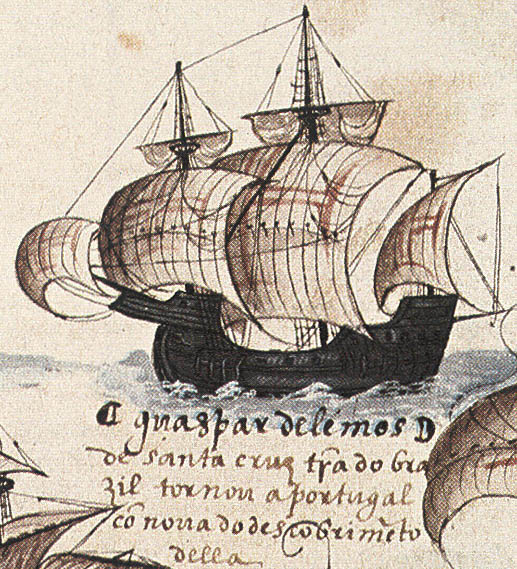
Karacke von Gaspar de Lemos (aus Livro das Armadas da Índia, 1497–1640, 1568, S. 223)

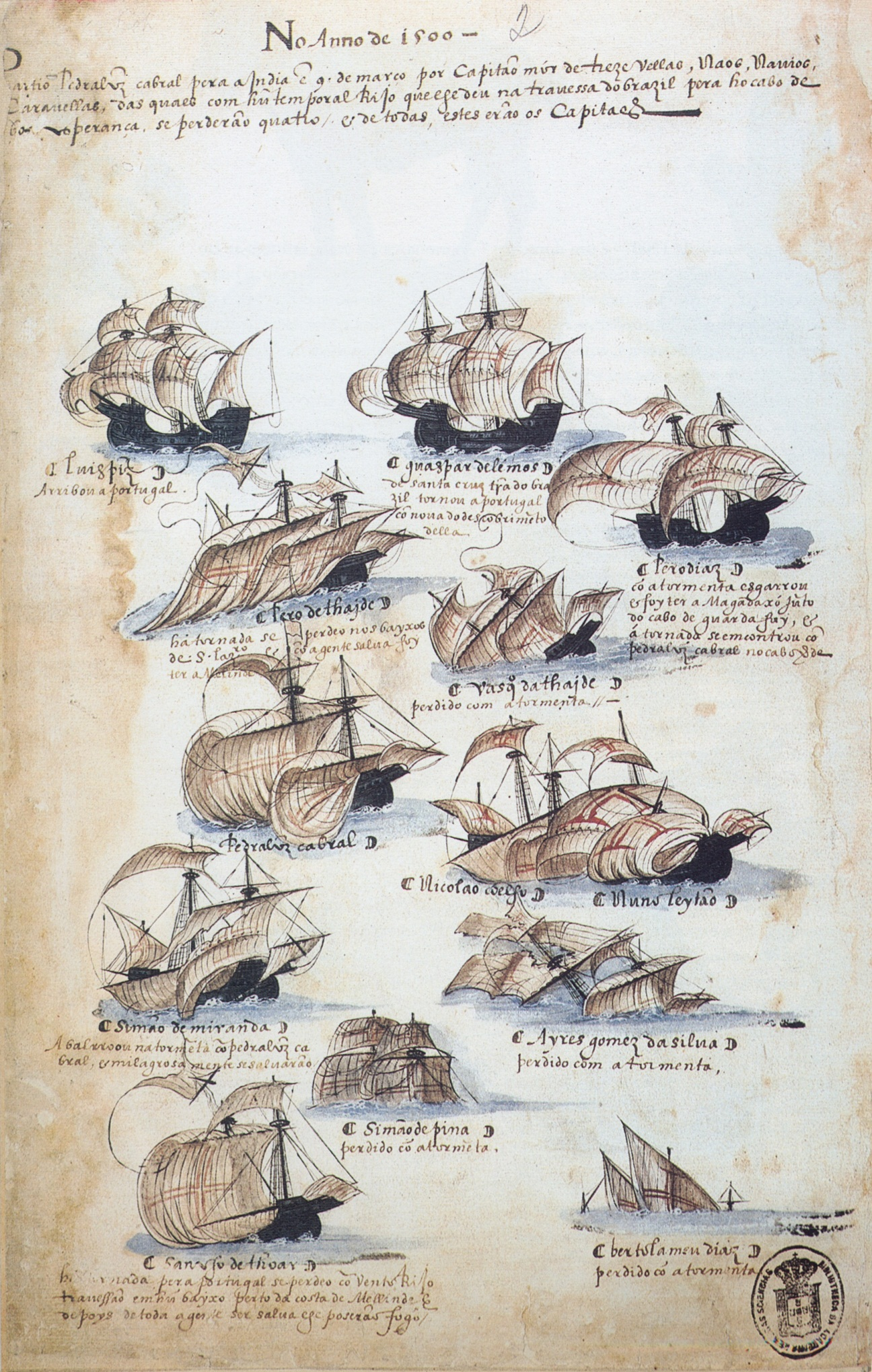
Luiz Piz (oben links), Gaspar de Lemos (oben Mitte) und Péro Dias (Diogo Dias, oben rechts), die darunter befindlichen Schiffe sind als untergegangen symbolisiert

Gaspar de Lemos (lebte im 15. und 16. Jahrhundert) war ein portugiesischer Seefahrer und Entdecker.

## Person
Über das Leben des Gaspar de Lemos ist nur sehr wenig bekannt. Es wird berichtet, dass er vom spanischen Majorat (spanisch mayorazgo) geerbt hatte und nach Portugal kam.

## Entdeckungsreisen
Historisch belegt sind zwei Entdeckungsreisen:
Erste Reise
9. März 1500 (Belém) – Juni 1500 (Lissabon): Ein Patentbrief von Portugals König Manuel I. erlaubte Pedro Álvares Cabral, mit 13 Schiffen und weit über 1000 Mann Besatzung, eine Gewürzroute nach Indien zu suchen. Erstmals wurden auch schwere Karavellen (portugiesisch caravela redonda) eingesetzt, deren Lastigkeit die der bisher verwendeten Schiffe übertraf. Unter den Kapitänen befanden sich berühmte Seeleute wie Bartolomeu Diaz, dessen Bruder Diogo Dias, Pêro Escolar, Nicolao Coelho und Gaspar de Lemos, der das kleinste Schiff der Flotte (ein Versorgungsschiff) übernahm. Nachdem am 22. April 1500 bei Porto Seguro Brasilien entdeckt wurde, schickte Cabral am 2. Mai 1500 Gaspar de Lemos mit einem Brief des Chronisten Pêro Vaz de Caminha nach Lissabon zurück. Es sollte die Nachricht von der Entdeckung Brasiliens und seiner Inbesitznahme dem König übermitteln. Auf dem Schiff wurden auch Papageien, Amulette und andere Tauschwaren nach Portugal gebracht. Lemos beendete die Reise vorzeitig, so dass Cabrals – bis auf sechs Schiffe – dezimierte Flotte am 13. September 1500 Calicut erreichte und am 23. Juni 1501 (andere Chronisten nennen den 31. Juli 1501) mit nur noch vier Schiffen nach Lissabon zurückkehrte.
Zweite Reise
10. Mai 1501 (Lissabon) – 7. September 1502 (Lissabon): Im Auftrag von König Manuel I. segelte Gonçalo Coelho mit drei Schiffen, von denen Amerigo Vespucci und Gaspar de Lemos die kleineren steuerten. Die Abfahrt erfolgte am 4. Juni 1501, Zwischenhalt gab es in Besechicce/Dakar. Die Flotte erreichte das Cabo São Roque in Höhe des 5° Breitengrads Süd (sBr.; benannt am 16. August 1501), am 17. August 1501 sichtete Coelho in Höhe des 5° sBr. erstmals die brasilianische Küstenregion. Hier wartete die Mannschaft sieben Tage auf die Rückkehr von Matrosen, die sich an Land begeben hatten. Es folgte das Cabo São Agostinho (8° sBr., benannt am 28. August 1501), dann die Flussmündung des Rio São Francisco (10 ° sBr., benannt am 4. Oktober 1501) und die Bahia de Todos os Santos (deutsch „Allerheiligenbucht“; 13° s. Br., benannt am 1. November 1501), wo Coelho ein Padrão errichten ließ. Die Expedition setzte ihre Fahrt weiter Richtung Süden fort und erreichte am 1. Januar 1502 am 23° sBr. die Guanabara-Bucht, die der mitreisende André Gonçalves irrtümlich „Januarfluss“ (portugiesisch Rio de Janeiro) nannte. Coelho hielt die zweitgrößte Meeresbucht Brasiliens für eine Flussmündung und hatte versäumt, durch eine Wasserprobe herauszufinden, dass sich auch in der Bucht Salzwasser befand. Auch Lemos wird von Historikern die Bezeichnung „Rio de Janeiro“ zugeschrieben.
Ab 15. Februar 1502 übernahm Vespucci das Kommando Richtung Südost (italienisch sciloccho), zwei Schiffe kehrten zurück nach Lissabon. Von dieser Fahrt berichtete Vespucci im berühmten Mundus Novus. Den Reisebericht lieferte Vespucci im Brief an Piero di Lorenzo de’ Medici, der jedoch wegen der Rivalität zwischen Vespucci und Coelho mit Vorsicht zu genießen ist.
Dritte Reise
12. März 1534 (Lissabon) – Dezember 1538: Gaspar de Lemos gehörte auch einer Expedition unter Martim Afonso de Sousa an, die mit 15 Schiffen Richtung Cochin segelte. Die Besatzung bestand aus 400 Mann, darunter auch Gaspar de Lemos und der als Leibarzt fungierende Garcia de Orta. Am 19. September 1534 landete die Flotte in Goa. Während ihres Aufenthalts wurde die Mannschaft in zahlreiche Kriege mit Einheimischen verwickelt, so etwa am 15. Februar 1538, als es nahe Rameswaram zu einer der größten Schlachten der Portugiesen in Indien kam. Die 400 Mann starke Besatzung besiegte 7000 Moslems.

## Weiteres Leben
Lemos kehrte von seiner dritten Entdeckungsreise im Dezember 1538 nach Portugal zurück, über sein weiteres Leben ist nichts bekannt.